# Ski (stacja kolejowa)
Ski – stacja kolejowa w Ski, w regionie Akershus w Norwegii, jest oddalona od Oslo o 24 km.

## Położenie
Jest końcową stacją linii Østfoldbanen. Leży na wysokości 128,9 m n.p.m.. Stacja jest węzłem – za nią linia dzieli się na odnogę wschodnią i zachodnią.

## Ruch pasażerski
Jest końcową stacją lokalnego pociągu linii 550 Skøyen - Ski.  Obsługuje bezpośrednie połączenia do Halden, Moss, Spikkestad, Myssen i Oslo a także międzynarodowe połączenie do Göteborga. 
- Pociągi linii 500 odjeżdżają co pół godziny; część pociągów w godzinach poza szczytem nie zatrzymuje się na wszystkich stacjach[2].
- Pociągi linii 550 odjeżdżają co pół godziny w szczycie i co godzinę poza szczytem[3].
- Pociągi linii 560 odjeżdżają co godzinę. Jest to ich jedyne miejsce zatrzymania między Oslo i Ski[4].

## Obsługa pasażerów
Kasa biletowa, poczekalnie, telefon publiczny, ułatwienia dla niepełnosprawnych, parking na 425 miejsc, parking rowerowy, automatyczne skrytki bagażowe, przystanek autobusowy, postój taksówek, hotel przy stracji.